# Palazzo del Panormita
El Palazzo del Panormita es un palacio monumental de interés histórico y arquitectónico de Nápoles, en Italia. Representa uno de los mejores ejemplos de arquitectura renacentista de la ciudad junto al Palazzo Diomede Carafa y al Palazzo Marigliano. Está ubicado en Via Nilo, al lado de Largo Corpo di Napoli, enfrente del Palazzo Capomazza di Campolattaro.

## Historia
El palacio se levanta en una zona cuya calle en el pasado era llamada de Bisi, que deriva del napolitano mpisi (colgados), ya que se encontraba en el camino de los condenados a muerte hacia el patíbulo.
El erudito de origen siciliano Antonio Beccadelli, más conocido como el Panormita, hizo construir su casa en ese lugar, confiando el proyecto al arquitecto y empresario Giovanni Fillippo De Adinolfo, después del cual siguieron Giovanni Francesco Mormando y Giovanni Francesco Di Palma quienes, a comienzos del siglo XVI, acabaron la obra.
En el siglo XVII fue vendido a la familia Capece Galeota; durante su propiedad, el palacio no sufrió grandes cambios estructurales, pero fue modestamente decorado al fresco.

## Descripción
La fachada se apoya en un basamento de piperno con aberturas regulares, mientras que el resto se compone de una retícula de piperno enmarcando las ventanas insertadas en la estructura mural en opus reticulatum.
Las ventanas del mezanine tienen arcos de medio punto apoyados sobre pilares con capitel; las del piano nobile son rectangulares con entablamento sirviendo de cornisa; por último, entre la primera y la segunda planta se encuentra una imponente cornisa por encima de la cual se abren las ventanas arqueadas de la segunda planta.